# Claudio Tinoco
Claudio Tinoco Caraballo (Ceuta, 20 de agosto de 1920 - 6 de abril de 1993) fue un dibujante de historietas español, que trabajó fundamentalmente para el mercado exterior.

## Biografía
Claudio Tinoco inició su carrera en la Editorial Valenciana con cuadernos de aventuras como Juan y Ramiro y Mc Kay de la policía montada, ambos de 1944, que en palabras del crítico Pedro Porcel "no pasan de ser un voluntarioso aprendizaje del medio".
En 1959 se encargó de continuar Apache para Maga y El Capitán Trueno para Buguera. Dos años después y también para Maga, consigue iniciar series propias, El León Marino y La Cuadrilla, la última de las cuales fue un éxito. Otras series suyas fueron Safari (1962, Ibero Mundial), Espartaco (1964, Galaor) y El pequeño sioux (1965, Ibero Mundial).
A partir de entonces, Tinoco trabajaría para el mercado exterior.